# Bătălia de la Montcornet
Bătălia de la Montcornet (17 mai 1940) a fost o luptă de tancuri din timpul Bătăliei Franței. Divizia a 4-a blindate grele comandată de colonelul Charles de Gaulle a atacat localitatea Montcornet (aflată sub controlul germanilor) cu peste 200 de tancuri. Francezii au eliberat satul și i-au forțat pe germani să se retragă dar au fost nevoiți la rândul lor să se retragă datorită lipsei sprijinului infanteriei și aviației proprii și datorită intervenției avioanelor Luftwaffe.  

## Contextul general
Pe 10 mai 1940, Germania a lansat o ofensivă de mare amploare împotriva Țărilor de Jos, Belgiei și Franței. După străpungerea defensivei străpungerea defensivei franceze la Sedan pe 13 mai, unitățile franceze au trecut la o retragere rapidă.  

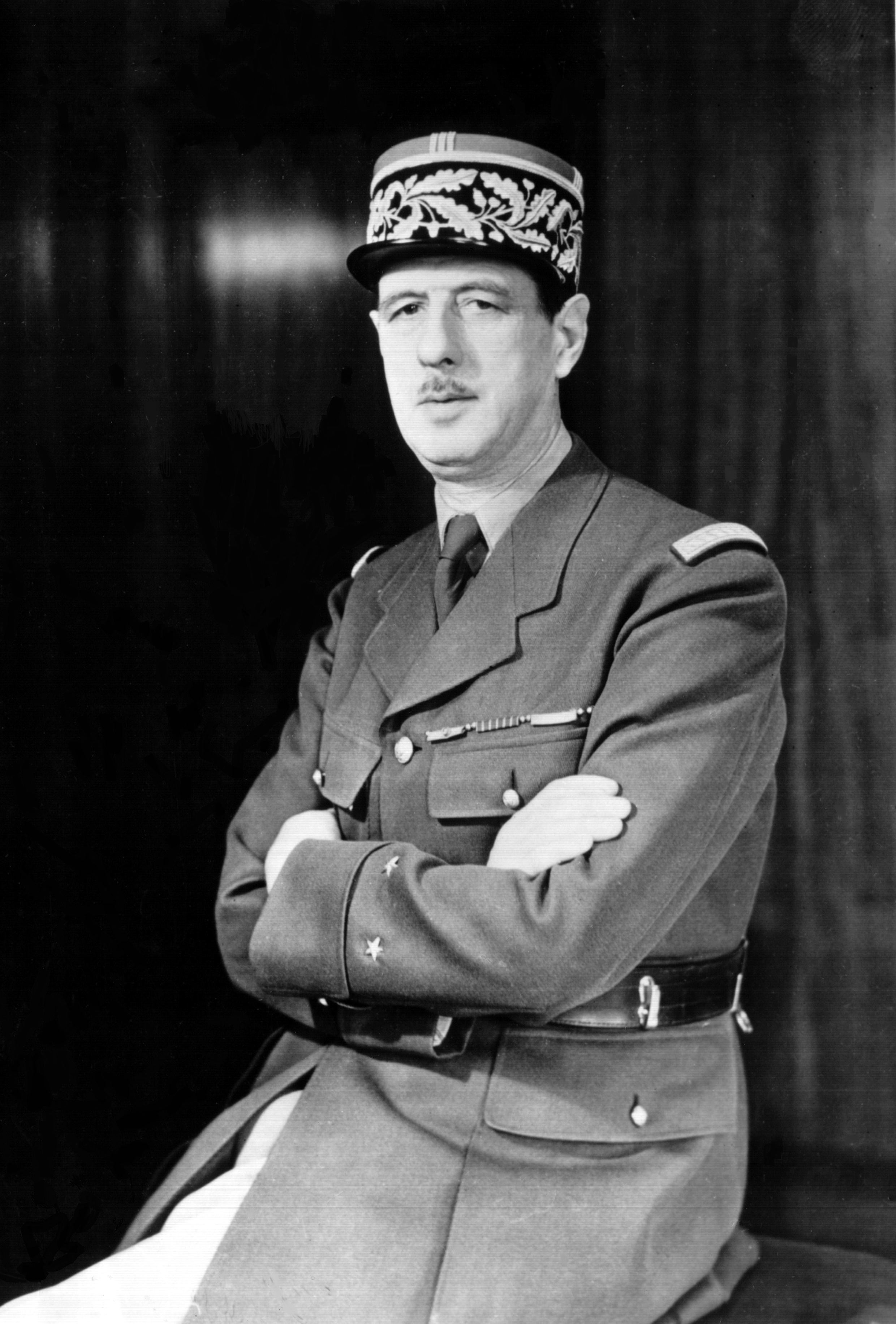
De Gaulle în timpul războiului, îmbrăcat în uniforma de general de brigadă cu două stele

Divizia a 4-a de tancuri grele proaspăt formată sub comanda lui De Gaulle era gata de luptă pe 12 mai, momentul declanșării asaltului german de la Sedan.
În acea zi, cu doar trei batalioane complet formate, adică o treime din efectivele normale ale diviziei, de Gaulle a primit ordinul să atace pentru ca să permită Armatei a 6-a comandate de generalul Robert Touchon să își reamplaseze armata de pe Linia Maginot pe noile poziții de pe râul Aisne. Pentru de Gaulle, aceasta a fost șansa să demonstreze justețea ideilor sale cu privire la războiul de tancuri.  
A doua zi, colonelul de Gaulle a fost numit comandantul Diviziei a 4-a tancuri grele (4e Division cuirassée – 4e DCr), cu 5.000 de oameni și 85 de tancuri.  Divizia a declanșat pe 17 mai un contraatac în zona satului Montcornet. Montcornet avea o mare importanță stategică datorită faptului că de aici putea fi controlate drumurile spre Reims, Laon și Saint-Quentin, satul fiind un important punct de tranzit pentru logistica Diviziei I Panzer.  

## Bătălia
De Gaulle a preluat în timpul pregătirii atacului comanda a unor unități de tancuri și artilerie care se retrăgeau. În plus, el a primit în subordine și o jumătate de brigadă de tancuri, unul dintre batalioanele acesteia din urmă fiind dotată cu tancuri grele Char B1 bis.   
Pe 17 mai, ora 04:14, elemente ale 4e DCr au înaintat spre Montcornet. După ce au încercuit satul, tancurile grele Char B1 bis au intrat în dueluri de artilerie cu tancurile și tunurile antitanc 3,7 cm Pak 36 germane. În ciuda faptului că erau depășiți numeric și nu dispuneau de sprijin aerian, francezii au atacat și distrus un convoi german la sud de sat. De Gaulle a pierdut 23 dintre cele 90 de vehicule din subordine datorită minelor antitanc, a tirurilor artileriei antitanc și a atacurilor bombardierelor în picaj Stuka . Pe 18 mai, francezii au primit ca întăriri două regimente de tancuri de cavalerie, de Gaulle având sub comandă în acel moment 150 de blindate.  
De Gaulle a ordonat infanteriștilor să distrugă punctele inamice de rezistență din Chivres, iar echipajelor tancurilor Char D2 să asigure controlul localității Clermont-les-Fermes. În jurul orei 6:00, de Gaulle a ordonat executarea unui nou atac la Montcornet. Tanchiștii nu primiseră însă hărți detaliate ale regiunii și au intrat într-o zonă în care bateriile germane Flak 88 mm aveau câmp liber de tragere. Atacul a fost respins cu ușurință de germani. Mai târziu, în jurul orei 18:00, blindatele franceze au fost bombardate de aviația germană și au fost nevoite să se retragă pe pozițiile inițiale.  
Pe 19 mai, francezii au reluat atacurile. Artileria și bombardierele în picaj Stukas au reușit din nou să respingă atacul francez. De Gaulle a ignorat ordinele de retragere, mai mult chiar, în după amiaza acestei zile a mai solicitat să i se aloce comanda a două noi divizii din Touchon. Cererea i-a fost refuzată de Înaltul comandament. Deși acțiunile tancurilor franceze siliseră infanteria germană să se retragă la Caumont, acest succes nu a adus decât o ușurarea temporară a presiunii atacurilor germane și nu a încetinit în mod hotărâtor înaintarea lor.  
Acesta a fost unul dintre puținele succese (chiar dacă nu și-a atins în final obiectivele) pe care le-au înregistrat francezii, în condițiile în care în rest au suferit înfrângeri clare în alte zone ale țării. În afară de blindatele distruse de bombardamentele germane, mai multe tancuri Char B1 au fost abandonate din lipsă de benzină, sau împotmolite într-o mlaștină. 

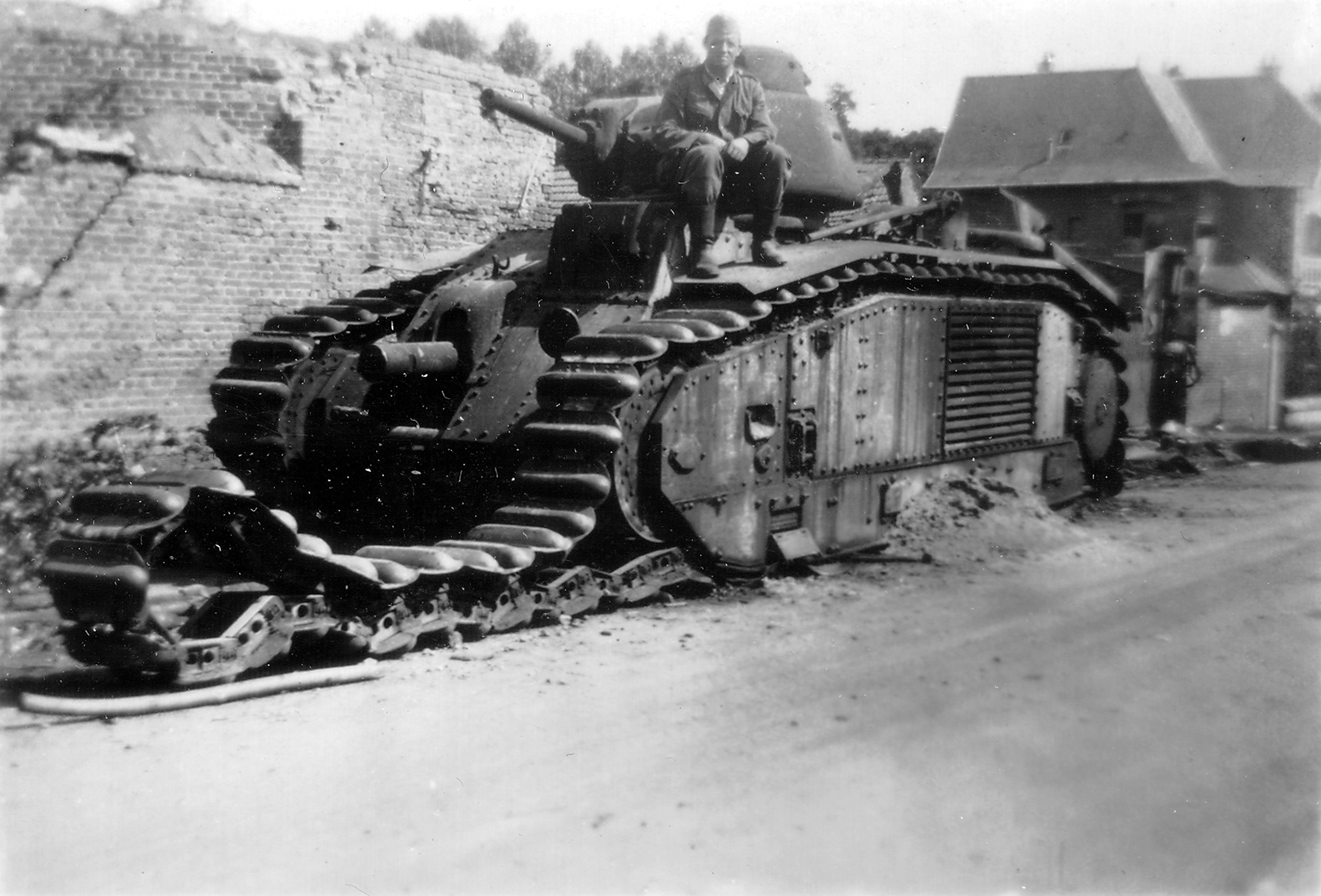
Un tanc Char B1 bis avariat

## Urmări
Francezii au pierdut 23 de tancuri în această acțiune. Germanii au pierdut aproximativ 100 de militari uciși în luptă. Blindatele comandate de De Gaulle aveau să mai fie implicate într-o bătălie de tancuri în timpul Bătăliei de la Abbeville.  